# Cerca facetada
La cerca facetada o navegació facetada és una tècnica per augmentar la cerca lèxica restringint els resultats aplicant filtres basats en una classificació facetada dels elements. És una tècnica de cerca paramètrica. Un sistema de classificació per facetes classifica cada element d'informació segons múltiples dimensions explícites, facetes, permetent accedir a les classificacions i ordenar-les de múltiples maneres en lloc d'en un únic ordre taxonòmic predeterminat.
Les facetes corresponen a propietats dels elements d'informació. Sovint es deriven de l'anàlisi del text d'un ítem mitjançant tècniques d'extracció d'entitats o de camps preexistents en una base de dades com ara l'autor, el descriptor, l'idioma i el format. Així, les pàgines web existents, les descripcions de productes o les col·leccions en línia d'articles es poden augmentar amb facetes de navegació.
Les interfícies de cerca amb facetes van ser desenvolupades per primera vegada al món acadèmic per Ben Shneiderman, Steven Pollitt, Marti Hearst i Gary Marchionini als anys 90 i 2000. El més conegut d'aquests esforços va ser el projecte de recerca Flamenco de la Universitat de Califòrnia, Berkeley, dirigit per Marti Hearst. Paral·lelament, es van desenvolupar sistemes de cerca amb facetes comercials, especialment Endeca i Spotfire.
Dins de la comunitat acadèmica, la cerca facetada ha despertat l'interès principalment entre els investigadors de biblioteconomia i ciències de la informació, i fins a cert punt entre els investigadors en informàtica especialitzats en la recuperació d'informació.

## Ús en el mercat de masses
La cerca per facetes es va popularitzar en aplicacions de recerca comercials, en particular per als detallistes i les biblioteques en línia. Un nombre creixent de proveïdors de cerca per empreses proporcionen programari per a la implementació d'aplicacions de recerca per facetes.
Els catàlegs de venda a Internet van ser els pioners de les primeres aplicacions de recerca facetada, cosa que reflecteix tant el caràcter multifacètic de les dades dels productes (la majoria dels productes tenen un tipus, marca, preu, etc.), com la disponibilitat de les dades en els sistemes d'informació dels minoristes. A principi del 2000, els minoristes van començar a utilitzar la recerca facetada, i fet que conduí a la seva ubiqüitat a partir del 2012 a les seves botigues en línia. Els exemples inclouen les opcions de filtratge que apareixen a la columna esquerra a amazon.com o Google Shopping després de realitzar una recerca de paraules clau.

## Ús en biblioteconomia i ciències de la informació
El 1933, el bibliotecari S. R. Ranganathan va proposar un sistema de classificació facetada per a materials de biblioteques, conegut com la classificació Ranganathan. En l'època anterior a la informàtica, no va reeixir substituir la Classificació Decimal Dewey.
Els catàlegs d'accés públic en línia (OPAC) de biblioteques modernes, van adoptar cada vegada més interfícies de cerca facetades. Destacats exemples inclouen el catàleg de la biblioteca de la Universitat Estatal de Carolina del Nord (part del Triangle Research Libraries Network) i el sistema de l'Online Computer Library Center (OCLC) de WorldCat.
El projecte CiteSeer a la Universitat Estatal de Pennsilvània permet la cerca facetada de documents acadèmics i continua la seva expansió en altres facetes, com la recerca per taula.